# Amen
Amen (z hebr. אמן amen – „niech się stanie”, „wierność”, od rdzenia amint – był mocny) – judaistyczna, chrześcijańska i muzułmańska uroczysta formuła kończąca i zarazem potwierdzająca modlitwę lub hymn, także w tekstach biblijnych. Słowo „amen” jest także używane jako zwrot w rodzaju „niech tak będzie”.

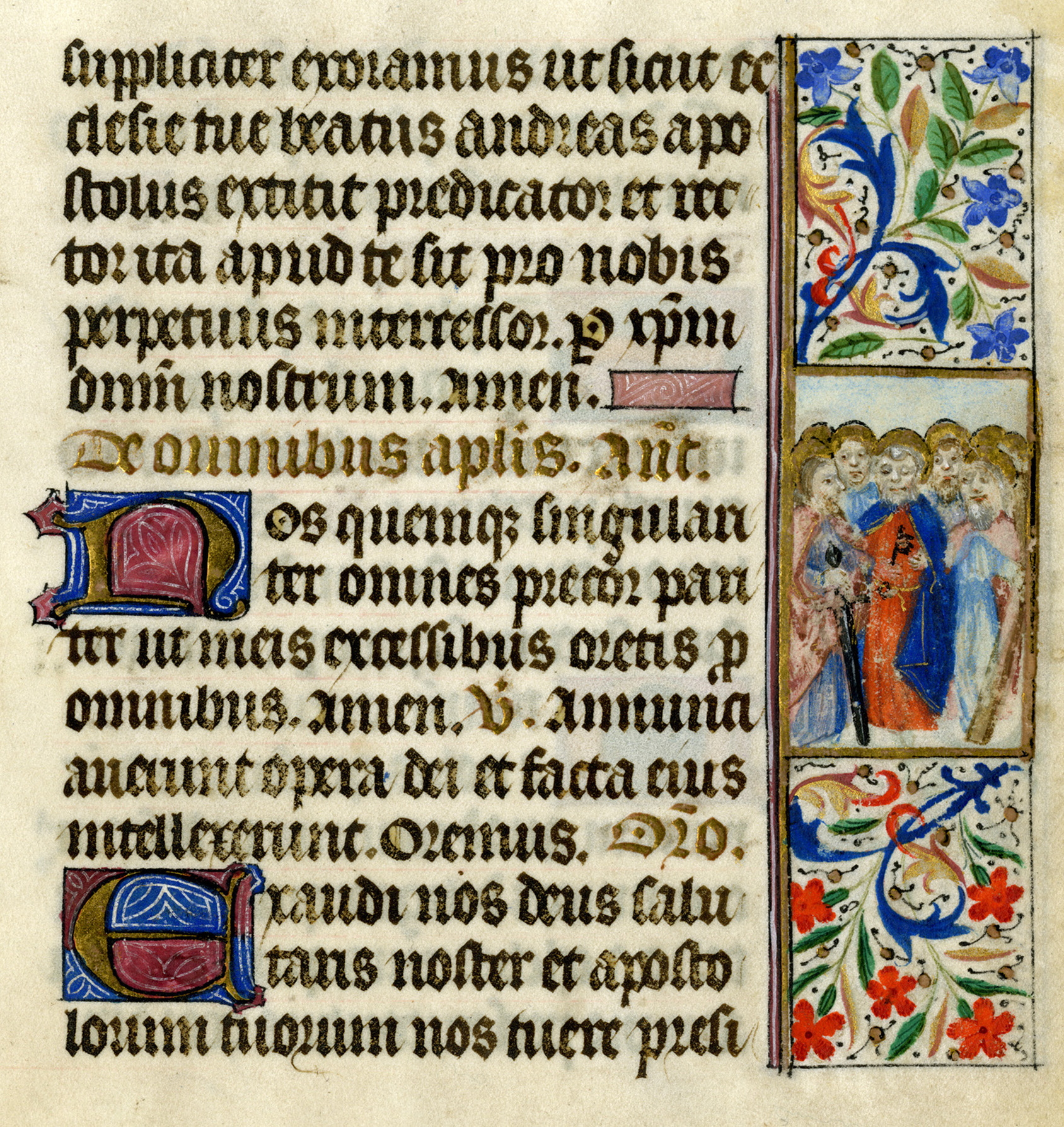
Francuski manuskrypt z XV wieku

Na Bliskim Wschodzie termin ten pierwotnie oznaczał potwierdzenie przysięgi żołnierskiej (Asyria) – odpowiednik dzisiejszego „tak jest”, „rozkaz” lub „wykonam”. Jego wypowiedzenie po wysłuchaniu modlitw i błogosławieństw zastępowało ich odmówienie – w starożytności niewiele osób znało modlitwy na pamięć.

## Amen w Starym Testamencie
Przeważnie słowo amen występuje w Starym Testamencie w kontekście sakralno-kultowym, oznacza odpowiedź na słowo Boże, Boże obietnice, groźby itp. (Pwt 27, 15-26; Jr 11,5). Czasem też jest odpowiedzią jednostki lub wspólnoty na doksologię (1 Krn 16,36; Ne 8,6). W obu przypadkach oznacza żywe potwierdzenie.
W Księdze Powtórzonego Prawa (Pwt 27, 16-26) znajdujemy wiele oświadczeń Lewitów, na które ludzie odpowiadają amen. 1 Księga Kronik (16, 36) wskazuje na to, że w czasach Króla Dawida, ludzie odpowiadali amen, gdy słyszeli błogosławieństwo: Niech będzie błogosławiony Jahwe, Bóg Izraela teraz i na wieki.
Dwoistość znaczenia słowa amen zanikła całkowicie w przekładach – Septuaginta i Wulgata tłumaczą słowo amen przez tryb życzący (gr. genoito, łac. fiat – niech się stanie). Septuaginta zachowuje jednak hebrajską postać słowa amen, gdy stanowi ono aklamację liturgiczną (np. Ne 5,13).
Nie całkiem jasny jest fragment Iz 65,16, w którym zostało użyte wyrażenie „Bóg Amen” – począwszy od Septuaginty, tłumaczy się ten fragment najczęściej wyrażeniem „prawdziwy Bóg” lub „wierny Bóg”.

## Amen w Nowym Testamencie
W Nowym Testamencie jest użyte, jako imię Jezusa:
„Aniołowi Kościoła w Laodycei napisz: To mówi Amen, Świadek wierny i prawdomówny, Początek stworzenia Bożego” (Ap 3, 14).
W przeciwieństwie do tekstów Starego Testamentu, słowo amen w Nowym Testamencie pojawia się na początku wypowiedzi. Takiego schematu nie ma w tekstach rabinicznych.

## Amen wjudaizmie
Mędrcy Talmudu dostrzegają wielkie znaczenie tego słowa. Rabbi Hanina wskazuje na to, że trzy litery, z których zbudowane jest amen (EMN) są pierwszymi literami El Melech Neeman („Bóg, Król Prawdziwy”). W ten sposób amen stanowi potwierdzenie Boskiego Królestwa. (Szabbat 119b).
Halacha (prawo żydowskie) mówi, że każdy, kto słyszy kogoś innego, wymawiającego błogosławieństwo, powinien odpowiedzieć na zakończenie amen (OH 215:2, 124:6).